# Cavado

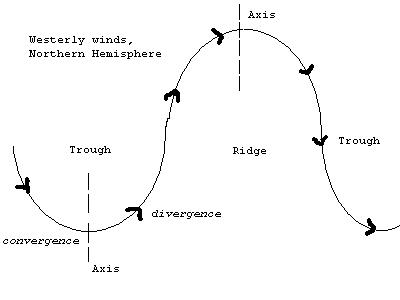
A representação de cavados e cristas alternantes nos ventos do oeste de altos níveis no Hemisfério norte

Um cavado, em meteorologia, é uma região alongada de relativa pressão atmosférica baixa, frequentemente associada a frentes.
Diferentemente de frentes, não há um símbolo universal para um cavado numa carta meteorológica. Nos Estados Unidos, um cavado pode ser marcado como uma linha pontilhada. Se o cavado não é marcado, ainda pode ser identificado como extensões das isóbaras que se distanciam de uma área de baixa pressão. As cartas meteorológicas em alguns países ou regiões marcam cavados com uma linha. Em Hong Kong ou em Fiji, o cavado é representado por uma linha contínua bem marcada que se estende do centro de uma área de baixa pressão, ou em alguns casos, entre duas áreas de baixa pressão; em Macau ou na Austrália, o cavado é representado por uma linha tracejada.
Às vezes, a região entre duas áreas de área de alta pressão pode assumir a característica de um cavado quando há mudanças de ventos detectáveis na superfície. Na ausência de mudanças de vento, a região de relativa baixa pressão é chamada de passo, em alusão ao passo de montanha entre dois picos rochosos.
Se um cavado forma-se nas latitudes médias, a diferença de temperatura entre dois lados de um cavado normalmente existe na forma de uma frente meteorológica. Uma frente meteorológica é normalmente menos convectiva do que um cavado nos trópicos ou subtrópicos (como as ondas tropicais). Às vezes, sistemas frontais em declínio podem degenerar-se em cavados.
Células convectivas podem se formar nos arredores de cavados e dar origem a ciclones tropicais. Algumas regiões tropicais ou subtropicais tais como as Filipinas ou o sul da China são grandemente afetadas por células convectivas ao longo de um cavado. Nos ventos do oeste de médias latitudes, cavados e cristas frequentemente se alternam, especialmente quando os ventos de altos níveis são num padrão de grande amplitude. Para um cavado nos ventos do oeste, a região logo a oeste do eixo do cavado é tipicamente uma área de ventos convergentes e descendentes, com medidas de pressão atmosférica em elevação, enquanto que a região logo a leste do cavado é uma região com fortes ventos divergentes e com a medida de pressão atmosférica em declínio. As ondas tropicais são um tipo de cavado nas correntes de vento orientais com uma deflecção ciclônica setentrional nos ventos predominantes. O inverso do cavado, ou seja, as regiões de relativamente alta pressão alongadas, são chamados de cristas.